# Cantó de Bonneuil-sur-Marne
El cantó de Bonneuil-sur-Marne és antic un cantó francès del departament de Val-de-Marne, que estava situat al districte de Créteil. Comptava amb el municipi de Bonneuil-sur-Marne.
Al 2015 va desaparèixer i el seu territori va passar a formar part del nou cantó de Saint-Maur-des-Fossés-2.

## Municipis
- Bonneuil-sur-Marne

## Història
| Data d'elecció                           | Identitat         | Partit           | Qualitat |
| ---------------------------------------- | ----------------- | ---------------- | -------- |
| 1964-1967                                | Paul Redon        | PS               |          |
| 1967-1979                                | Eugène Metz       | UDR, després RPR |          |
| 1979-1998                                | Bernard Ywanne    | PCF              |          |
| 1998-2011                                | Danielle Maréchal | PCF              |          |
| 2011-                                    | Patrick Douet     | PCF              |          |
| les dades anteriors no són pas conegudes |                   |                  |          |
|                                          |                   |                  |          |

## Demografia
| A partir de 1990: Població sense dobles comptes |